# Keith McLoughlin
Keith Richard McLoughlin, född 1956, var VD och koncernchef i Electrolux mellan 1 januari 2011 och 31 januari 2016. McLoughlin var tidigare vice VD i företaget och Chief Operations Officer, och ansvarade för FoU, inköp och tillverkning inom vitvaror. Han ledde Electrolux satsning för att utnyttja sin globala styrka och tydligare samordna dessa funktioner. McLoughlin anställdes i Electrolux i mars 2003 då han blev chef för affärsenheten Vitvaror Nordamerika. Mellan 2004 och 2007 var han även chef för Vitvaror Latinamerika.
Innan han började på Electrolux var McLoughlin Vice President och General Manager för DuPont Nonwovens för DuPont Corporation. Under sin 22-åriga karriär inom DuPont ansvarade han bland annat för konsumentmärkta företag såsom Tyvek, Corian och Stainmaster. McLoughlin har en ingenjörsexamen från United States Military Academy i West Point.